# Фортеця Фесте Кобург
Фортеця Фесте Кобург (нім. Veste Coburg), також відома як «Корона Франконії» — німецька фортеця у місті Кобург, що на баварському кордоні з Тюрингією. Займає площу 135 × 260 м і є однією з найбільших і найкраще збережених замків у Німеччині.
Замок розташований на висоті 167 м над центром міста і 464 м над рівнем моря.

## Історичний огляд

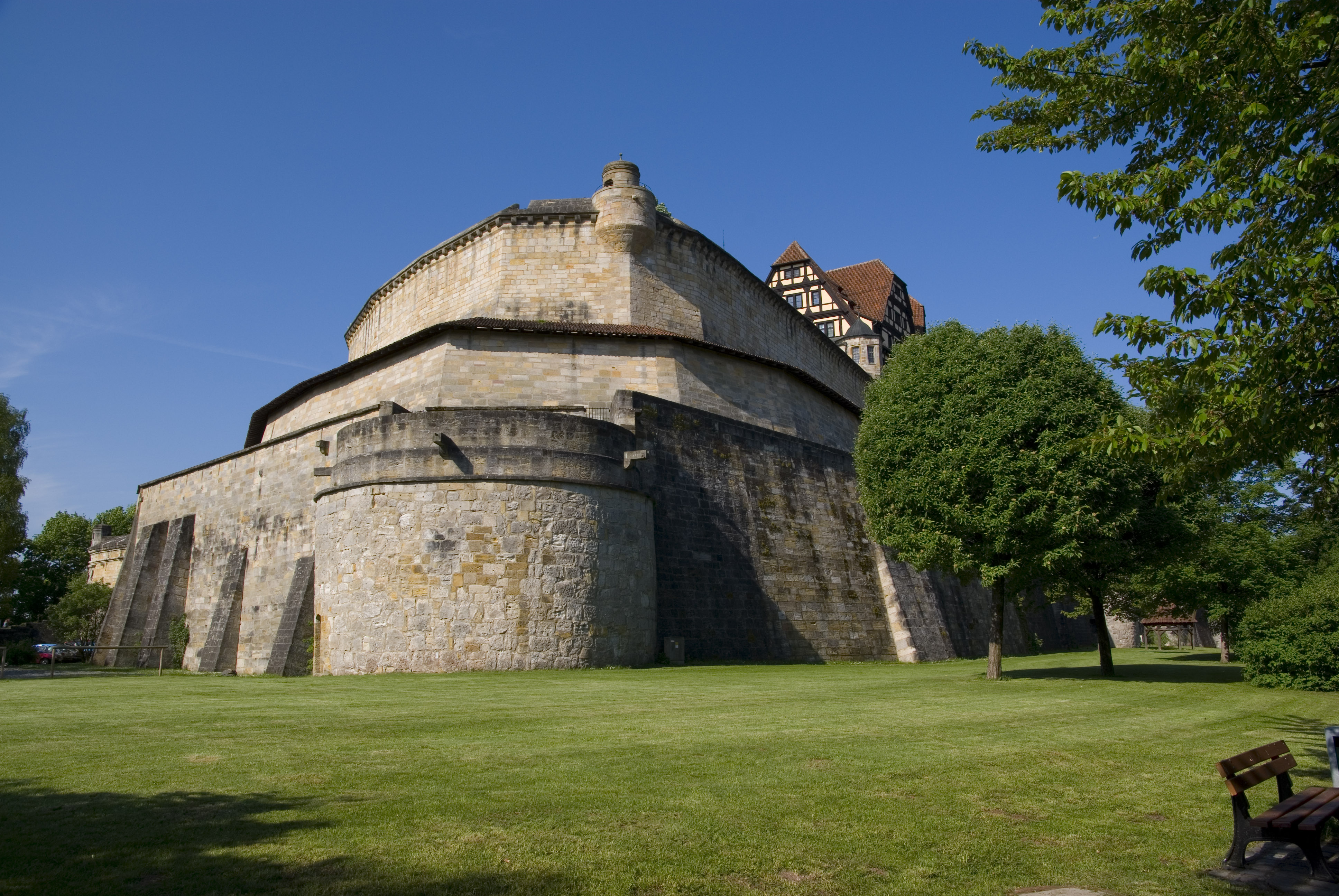
Бастіон

Уперше фортеця згадується в 1225 році як володіння герцогів Меранії. Однак археологічні дослідження доводять існування на пагорбі поселення, що виникло до Х століття. У 1074 році тут заснована каплиця св. Петра і Павла.
За свою історію фортеця витримала чимало облог, в 1325 році її намагався захопити єпископ Вюрцбурга.
У 1353 році влада Кобурга переходить до Фрідріха Мейсенського з роду Веттинів, які правили Саксонією і Тюрингією. У 1451 році герцог Вільгельм Саксонський Хоробрий зажадав від власника фортеці виплатити йому борг (42 тис. гульденів) і після тривалої облоги захопив замок.
З кінця XV століття, після того як династія Веттинів розділилася на кілька гілок, фортеця стала резиденцією герцогів Кобурзьких, і залишалася нею до Баварської революції 1918 року.
З квітня по жовтень 1530 у фортеці на запрошення курфюрста Іоганна Твердого Саксонського жив Мартін Лютер, якого відлучили від церкви, а імператор оголосив поза законом. Під час перебування у фортеці Мартін Лютер написав своїм прихильникам понад 120 листів, редагував відоме «Аугсбурзьке сповідання» Філіпа Меланхтона і працював над перекладом Біблії німецькою мовою, який завершив у 1534 році.
Під час Тридцятирічної війни в 1632 році Кобург не скорився імперському генералісимусу Альбрехту фон Валленштейну й у фортеці знайшли притулок близько 800 захисників, які протягом п'яти місяців успішно оборонялися від 40-тисячної армії. Однак в 1635 році вороги пішли на хитрість. Генерал імперської армії Гійом де Ламбой передав до фортеці підроблений лист від імені герцога Ернста Йоганна з наказом здати укріплення.
Після появи потужнішої артилерії фортеця втратила своє військове значення, її гармати у 1802 році переплавили, а саму фортецю стали використовувати як в'язницю.
Востаннє фортеця піддалася атаці в квітні 1945 року, коли її західна частина була обстріляна американськими військами.
У теперішній час у фортеці діє музей, в якому представлена колекція живопису, виробів зі скла, зброї і знарядь тортур.

## Галерея

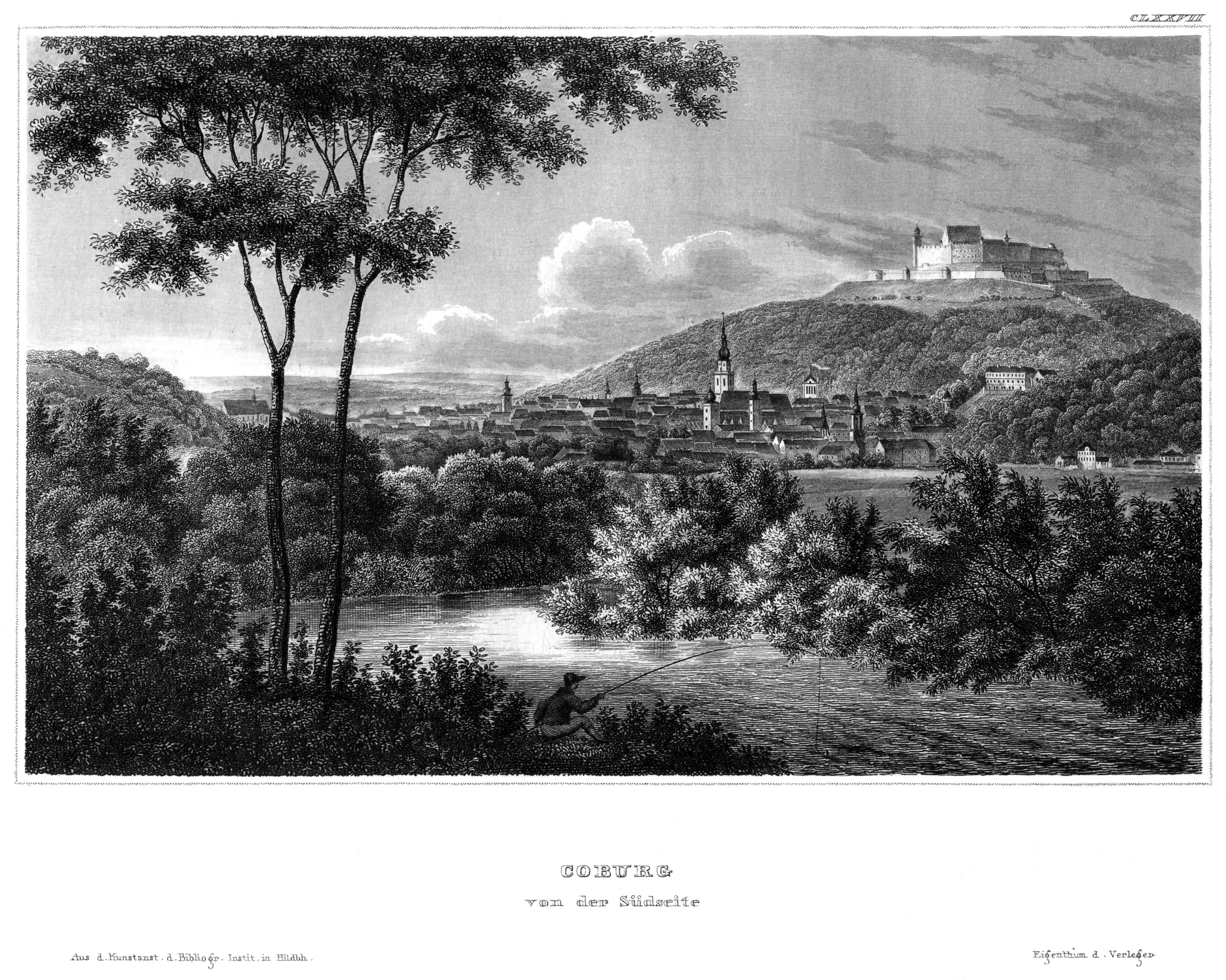
Вид з півдня. Старий малюнок
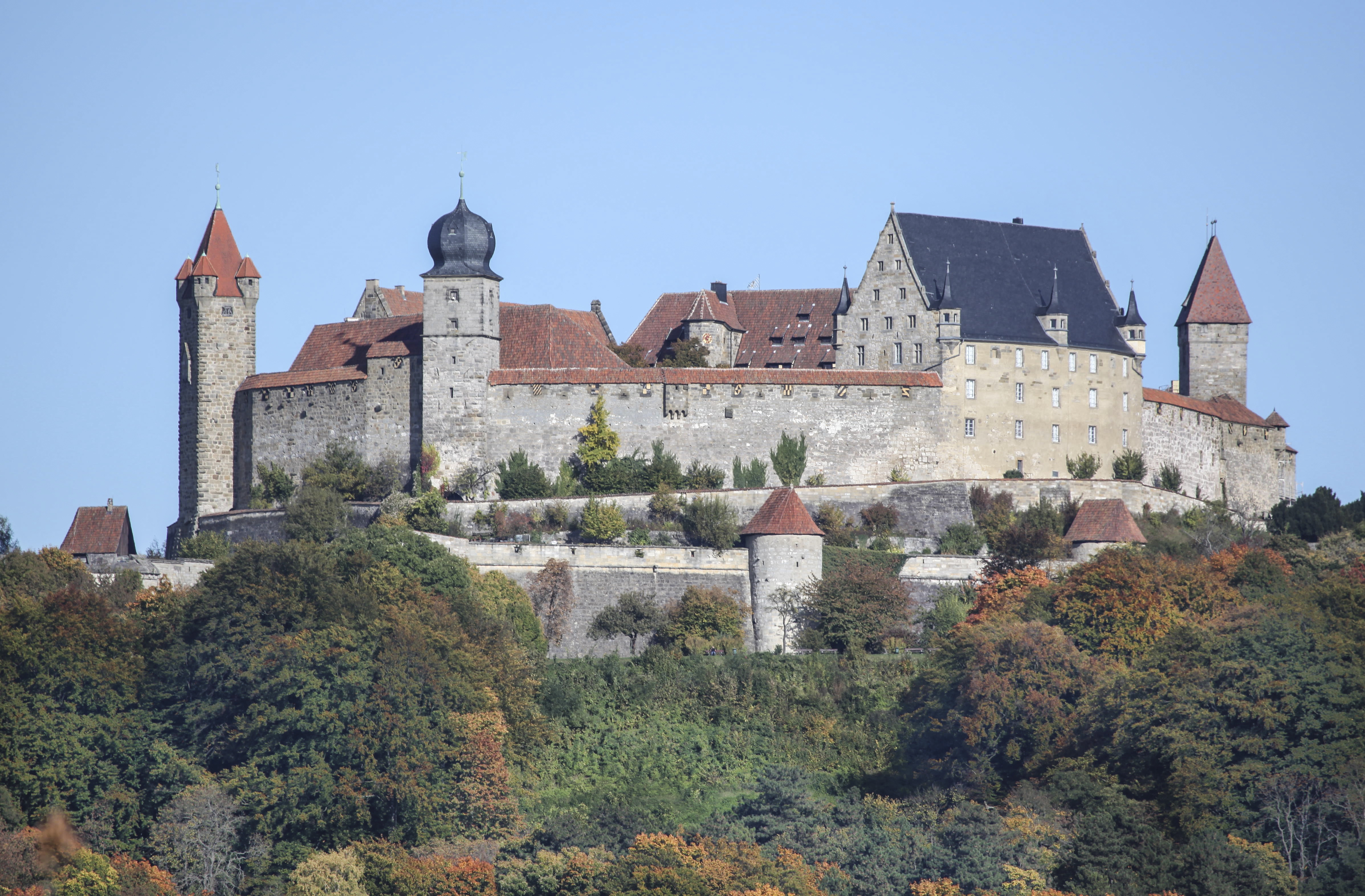
Вид із заходу
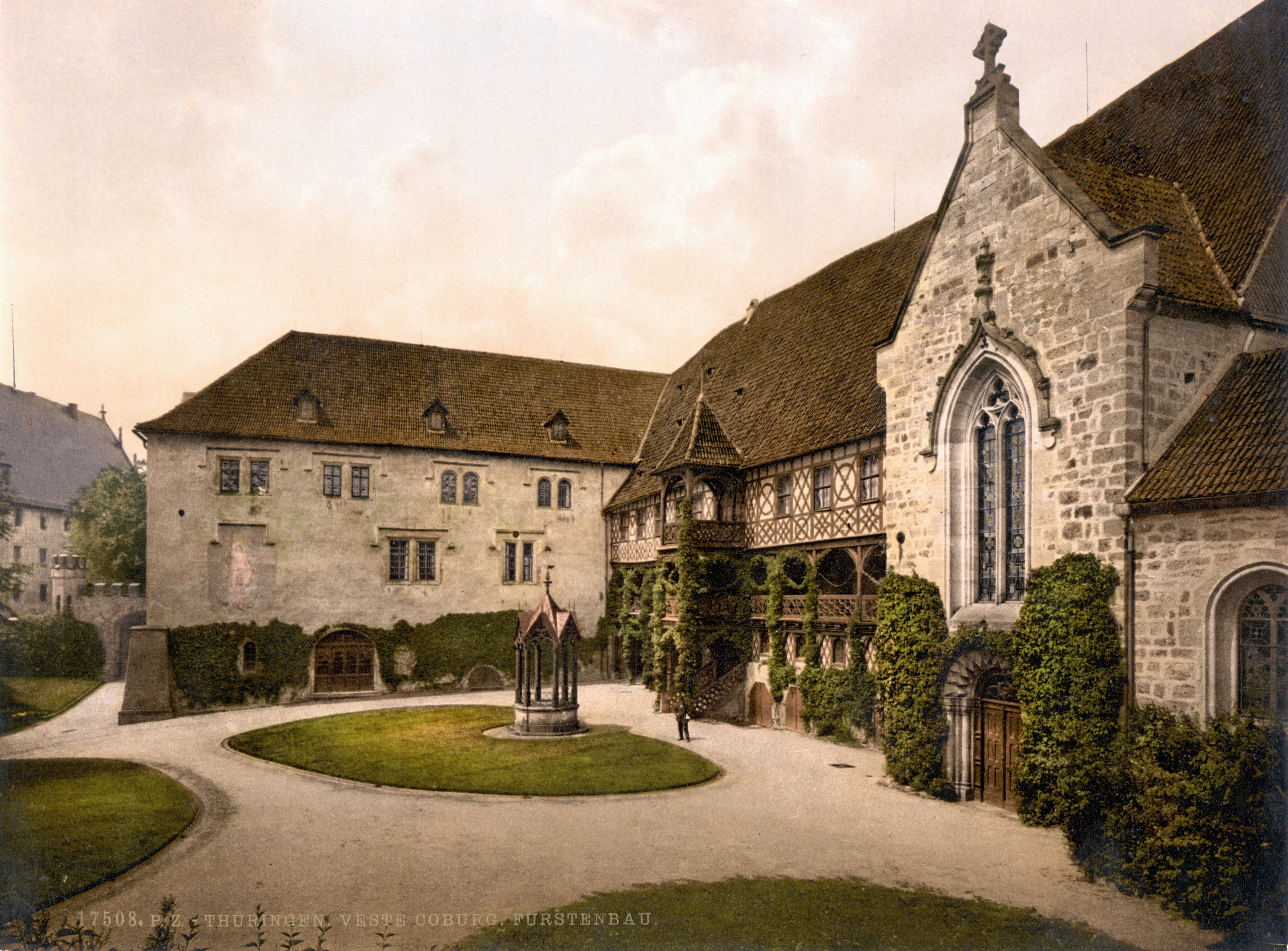
Подвір'я. Фото між 1890 і 1905
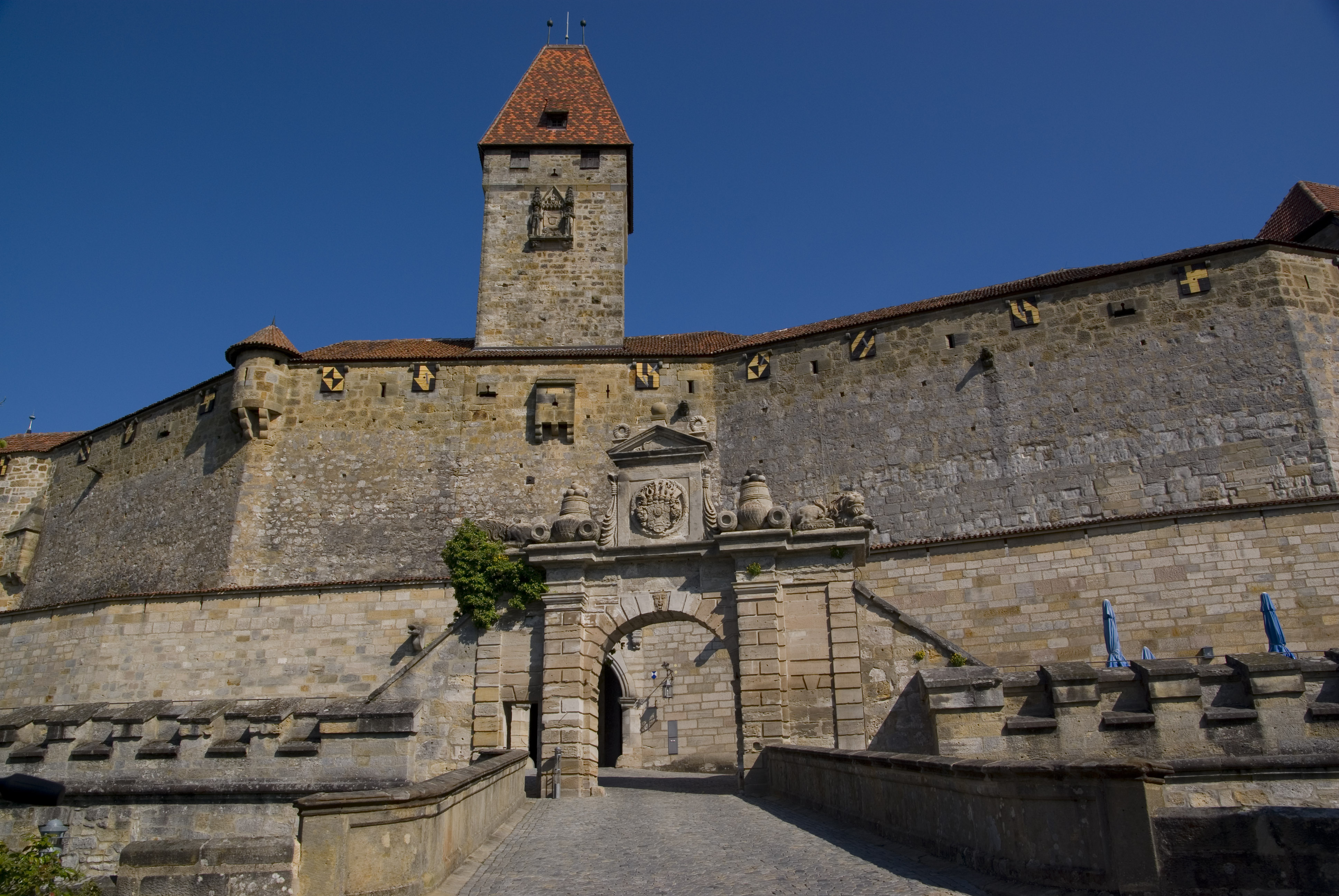
Вхід
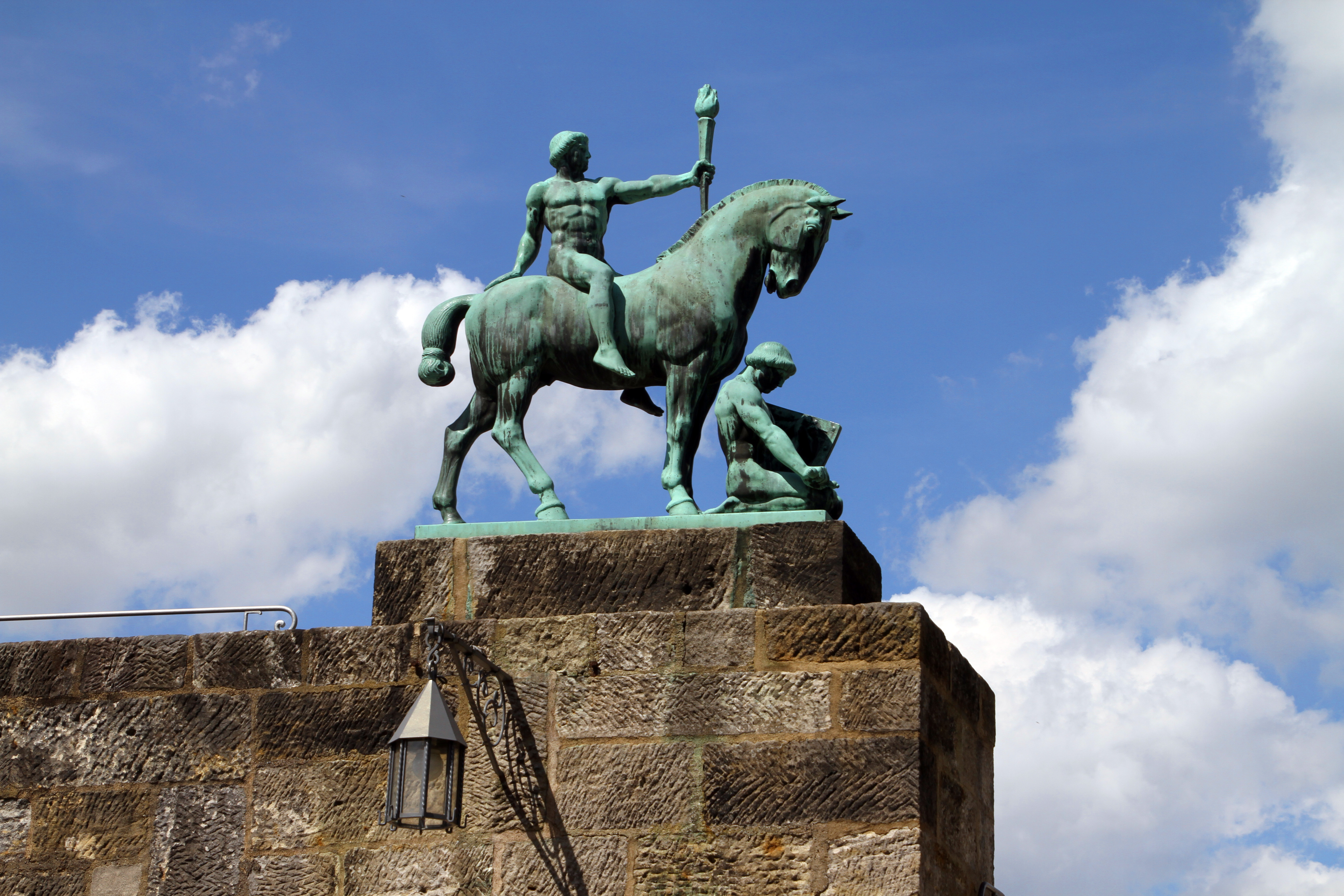
Скульптура світла і сили